# Katarina Ivanović
Katarina Ivanović (in cirillico: Катарина Ивановић?; Veszprém, 15 aprile 1811 – Székesfehérvár, 22 settembre 1882) è stata una pittrice serba.

## Biografia
Katarina Ivanović nacque a Veszprém, nell'Impero austro-ungarico, da una famiglia della classe media e venne cresciuta a Székesfehérvár. Dopo aver studiato all'Accademia di Belle Arti di Vienna, ha effettuato ulteriori studi all'accademia di Monaco, per poi effettuare viaggi a Parigi e in Italia. Lavorò stabilmente a Belgrado tra 1846 e il 1847, vivendo, negli anni successivi, tra Parigi e Zagabria.
Stilisticamente vicina alle idee del Biedermeier e del Romanticismo, ottenne più successo come ritrattista, che come pittrice di soggetti storici o scene di genere. Come prima pittrice serba, nel 1876 divenne la prima donna membro della Accademia serba delle scienze e delle arti e una delle fondatrici del Museo Nazionale di Serbia. Ivanović morì nella città Székesfehérvár, dove passò la sua giovinezza, nel 1882.

## Galleria d'immagini

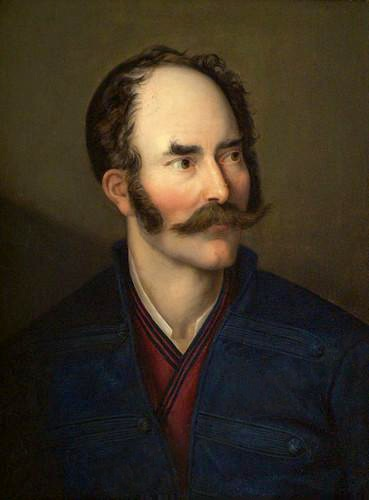
Ritratto di Sima Milutinović Sarajlija (1840)
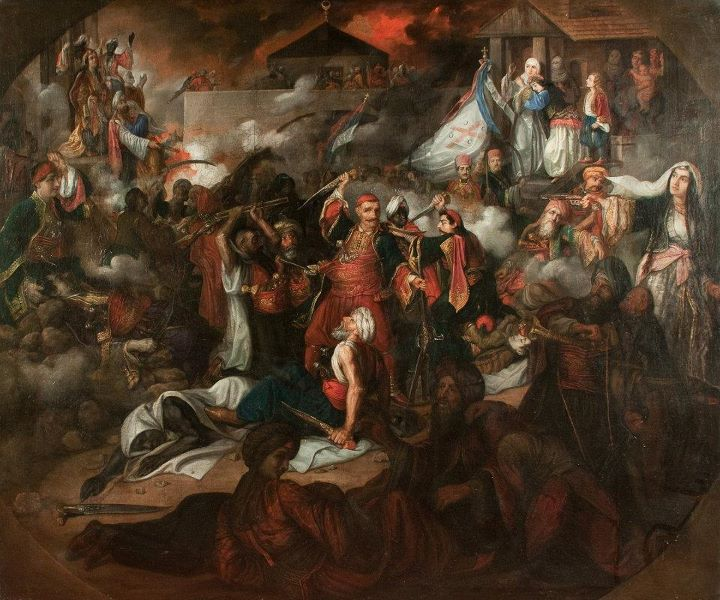
La conquista di Belgrado (1844-1845)